# Parastagmatoptera flavoguttata
Parastagmatoptera flavoguttata es una especie de mantis de la familia Mantidae.

## Distribución geográfica
Se encuentra en Brasil, Costa Rica, Ecuador, Guayana Francesa, Colombia y Venezuela.